# Władimir Siemiczastny
Władimir Jefimowicz Siemiczastny (ros.) Влади́мир Ефи́мович Семича́стный (ur. 15 stycznia 1924 we wsi Grigoriewka, zm. 12 stycznia 2001 w Moskwie) – radziecki polityk, przewodniczący Komitetu Bezpieczeństwa Państwowego ZSRR od listopada 1961 roku do maja 1967 roku.
1942–1943 sekretarz Centralnego Rejonowego Komitetu Komsomołu w Kemerowie, 1943–1944 sekretarz rejonowego komitetu Komsomołu w Krasnoarmijśku. Od 1944 w WKP(b), 1944–1946 kierownik wydziału obwodowego komitetu Komsomołu w mieście Stalino (obecnie Donieck), 1946–1947 sekretarz Komsomołu Ukrainy ds. Kadr, 1947–1950 I sekretarz KC Komsomołu Ukrainy, 21 listopada 1947 – 25 marca 1959 członek Biura KC Komsomołu Ukrainy, I 1950 – 19 kwietnia 1958 sekretarz KC Komsomołu. 25 lutego 1956 – 16 listopada 1964 kandydat na członka KC KPZR, 19 kwietnia 1958 – 25 marca 1959 I sekretarz KC Komsomołu. 17 marca – 21 sierpnia 1958 kierownik Wydziału Partyjnych Organów KC KPZR ds. sojuszniczych republik, sierpień 1959 – listopad 1961 II sekretarz KC Komunistycznej Partii Azerbejdżanu. 13 listopada 1961 – 18 maja 1967 przewodniczący KGB przy Radzie Ministrów ZSRR, 16 listopada 1964 – 30 marca 1971 członek KC KPZR. Od 1964 generał pułkownik. Od 29 maja 1967 I zastępca przewodniczącego Rady Ministrów Ukraińskiej SRR, od 1988 na emeryturze.

## Odznaczenia
Odznaczony Orderem Lenina i trzema Orderami Czerwonego Sztandaru Pracy.